# Notação científica de altura

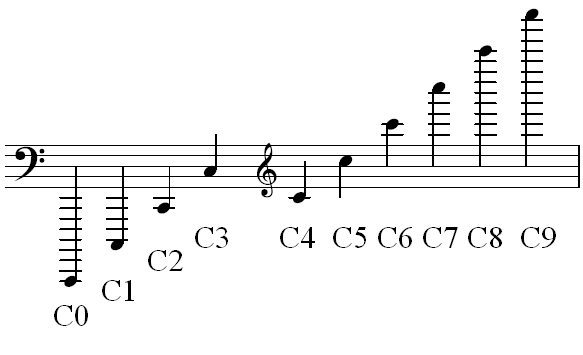
10 dós na notação científica de altura

Notação científica de altura, em inglês: Scientific pitch notation (ou SPN), também conhecida como notação padrão americana de altura, em inglês: American Standard pitch notation (ASPN) e notação internacional de altura, em inglês: international pitch notation (IPN)  é um método de especificar a altura do som, combinando um nome de nota musical ou letra representativa (com "acidente", se necessário) e um número que identifica a oitava da nota (p. ex. Dó3 ou C3).
Embora a notação científica da altura tenha sido originalmente projetada para trabalhar junto com a "altura científica" (veja abaixo), as duas não são sinônimas. A altura científica é um padrão de altura - um sistema que define as frequências específicas de alturas particulares (veja abaixo). A notação científica de altura diz respeito apenas a como os nomes das alturas são notados, isto é, como são designados em texto impresso e escrito ou falado, e não especifica inerentemente as frequências reais. Portanto, o uso da notação científica de altura para distinguir oitavas não depende do padrão de altura usado.

## Nomenclatura
A notação faz uso dos nomes de notas tradicionais, lá a sol (A a G), que são seguidos por números que mostram a oitava da qual fazem parte.
Para o temperamento igual de altura padrão do lá 440, o sistema começa com uma frequência de 16,35160 Hz, à qual é atribuído o valor C0 .
A oitava 0 (zero) da notação científica de altura é tradicionalmente chamada de oitava sub-contra, e a altura marcada C0 em SPN é escrita como ,,C ou C,, ou CCC em sistemas tradicionais, como a notação de Helmholtz . A oitava 0 do SPN marca o limite inferior do que os seres humanos podem realmente perceber, com a pessoa "média" sendo capaz de ouvir frequências não inferiores a 20 Hz como alturas.
O número da oitava aumenta em 1 após uma ascensão da nota si para a nota dó. Assim, lá0 refere-se ao primeiro lá acima de dó0 e o dó central é notado como C4  em SPN. Por exemplo, C4 é uma nota acima de B3 e A5 é uma nota acima de G5 .
O número da oitava é vinculado ao caractere alfabético usado para descrever a altura, com a divisão entre as letras das notas "B" e "C", assim:
- "B3" e todas as suas variantes possíveis (B♭♭, B♭, B, B♯, Bx) seria apropriadamente designado como estando na oitava "3".
- "C4" e todas as suas variantes possíveis (C♭♭, C♭, C, C♯, Cx) seria apropriadamente designado como estando na oitava "4".
- Nos temperamentos iguais "C♭4" é a mesma frequência que "B3".

## Uso
A notação científica de altura é freqüentemente usada para especificar a extensão de um instrumento ou voz. Ele fornece um meio inequívoco de identificar uma nota em termos de notação textual em vez da frequência, enquanto, ao mesmo tempo, evita as convenções de transposição que são usadas na escrita da música para instrumentos como clarinete e violão. Também é facilmente traduzido num pentagrama, se necessário. Ao descrever alturas, grafias nominalmente enarmônicas podem dar origem a anomalias onde, por exemplo, nos temperamentos mesotônicos, C♭4 é uma frequência inferior a B3; mas esses paradoxos geralmente não surgem em um contexto científico.
A notação científica de altura evita uma possível confusão entre vários derivados da notação de Helmholtz, que usam símbolos semelhantes para se referir a notas diferentes. Por exemplo, "c" na notação original de Helmholtz se refere ao dó abaixo do dó central, enquanto "C" na notação ABC se refere ao próprio dó central. Com a notação científica de altura, o dó central é sempre C4 e C4 nunca será qualquer nota diferente do dó central. Esse sistema de notação também evita a "confusão" de ter que distinguir visualmente entre quatro e cinco plicas, bem como as questões tipográficas envolvidas na produção de subscritos aceitáveis ou substitutos para eles. C7 é muito mais fácil de distinguir visualmente de C8 do que, por exemplo, c′′′′ de c′′′′′, e o uso de inteiros simples (por exemplo C7 e C8) torna os subscritos totalmente desnecessários.
Embora a notação de altura pretenda descrever sons audivelmente perceptíveis como "alturas", ela também pode ser usada para especificar a frequência de fenômenos de altura indeterminada. Notas abaixo de E0 ou maiores que E♭10 estão fora da faixa de audição da maioria dos humanos, embora as notas ligeiramente fora da faixa de audição na extremidade inferior ainda possam ser indiretamente perceptíveis como alturas, por estarem dentro da faixa de audição. Para dar um exemplo de frequências verdadeiramente inaudíveis, quando o Observatório de raios-X Chandra observou as ondas de frentes de pressão se propagando para fora de um buraco negro, sua oscilação a cada 10 milhões de anos foi descrita pela NASA como correspondendo ao B♭ cinquenta e sete oitavas abaixo do dó central (B♭-53 ou 3.235 fHz).

## Sistemas semelhantes
Existem convenções de notação da altura de oitavas que parecem semelhantes à notação científica de altura, mas são baseadas em uma convenção de oitava alternativa que difere da notação científica de altura, geralmente por uma oitava. Por exemplo, dó central ("C4" em ISPN) aparece em alguns softwares de MIDI como "C5" (nota MIDI 60). Esta convenção está provavelmente relacionada com uma convenção semelhante à utilizada em "trackers" baseados em "samples", onde C5 é a afinação básica na qual uma amostra é reproduzida (8287,12 Hz em MOD), forçando o músico a tratar as amostras em qualquer outra afinação como instrumentos transpositores ao usá-las em canções. Por outro lado, tanto a Yamaha quanto o software MaxMSP definem o dó central como C3 . O GarageBand da Apple também define o dó central (261.6256 Hz) como C3.
Usando a notação científica de altura de maneira consistente, a mensagem MIDI NoteOn atribui nota MIDI 0 a C-1 (cinco oitavas abaixo de C4 ou dó central; nota mais baixa nos dois maiores órgãos do mundo; cerca de uma oitava abaixo do limiar de audição humano: suas alturas, no entanto, são audíveis), nota MIDI 21 a A0 (a nota inferior de um piano de 88 teclas), nota MIDI 60 a C4 (dó central), nota MIDI 69 a A4 (A440), nota MIDI 108 a C8 (a nota superior de um piano de 88 teclas) e nota MIDI de 127 a G9 (além do piano; uma oitava acima da nota mais alta em alguns "glockenspiels" de teclado; algumas notas acima dos tubos superagudos de órgão).
Isso cria um espaço de afinação linear no qual uma oitava se estende por 12 semitons, onde cada semitom é a distância entre as teclas adjacentes do teclado do piano. A distância neste espaço corresponde à distância do tom musical em uma escala de temperamento igual, sendo 2 semitons iguais a um tom inteiro e 1 semitom igual a meio tom. Um semitom no sistema de temperamento igual também pode ser subdividido em 100 cents. Cada cent é 1⁄100 semitom ou  1⁄1200 oitava. Esta medida de altura permite a expressão de microtons não encontrados em teclados de piano padrão.

### Temperamento mesotônico
A notação, às vezes, é usada no contexto do temperamento mesotônico e nem sempre se aplica ao temperamento igual nem ao padrão de concerto A4 de 440 Hz; este é particularmente o caso da afinação na música antiga.
O padrão proposto para a Acoustical Society of America estabelece explicitamente uma escala logarítmica para frequência, que exclui o temperamento mesotônico, e a frequência base que ela usa dá ao A4 uma frequência de exatamente 440 Hz. No entanto, ao lidar com música antiga, que não usava temperamento igual, é compreensivelmente mais fácil simplesmente referir-se às notas por seu equivalente moderno mais próximo, em vez de especificar a diferença usando cents todas as vezes.

## Tabela de frequências de notas

Um piano de 88 teclas com as oitavas numeradas e o dó central (ciano) e A440 (amarelo) realçados.

A tabela a seguir fornece a notação para alturas baseadas nas frequências padrão das teclas do piano: afinação padrão de concerto e temperamento igual de doze tons. Quando um piano é afinado em "afinação justa", C4 refere-se à mesma tecla no teclado, mas com uma frequência ligeiramente diferente. As teclas que não aparecem em nenhum piano (cinza médio) ou apenas em um piano estendido de 108 teclas (cinza claro) são realçadas (em ciano ou amarelo).
| OctaveNote | −1            | 0             | 1             | 2             | 3             | 4             | 5             | 6             | 7              | 8              | 9              | 10       |
| ---------- | ------------- | ------------- | ------------- | ------------- | ------------- | ------------- | ------------- | ------------- | -------------- | -------------- | -------------- | -------- |
| C          | 8.175799 (0)  | 16.35160 (12) | 32.70320 (24) | 65.40639 (36) | 130.8128 (48) | 261.6256 (60) | 523.2511 (72) | 1046.502 (84) | 2093.005 (96)  | 4186.009 (108) | 8372.018 (120) | 16744.04 |
| C♯/D♭      | 8.661957 (1)  | 17.32391 (13) | 34.64783 (25) | 69.29566 (37) | 138.5913 (49) | 277.1826 (61) | 554.3653 (73) | 1108.731 (85) | 2217.461 (97)  | 4434.922 (109) | 8869.844 (121) | 17739.69 |
| D          | 9.177024 (2)  | 18.35405 (14) | 36.70810 (26) | 73.41619 (38) | 146.8324 (50) | 293.6648 (62) | 587.3295 (74) | 1174.659 (86) | 2349.318 (98)  | 4698.636 (110) | 9397.273 (122) | 18794.55 |
| E♭/D♯      | 9.722718 (3)  | 19.44544 (15) | 38.89087 (27) | 77.78175 (39) | 155.5635 (51) | 311.1270 (63) | 622.2540 (75) | 1244.508 (87) | 2489.016 (99)  | 4978.032 (111) | 9956.063 (123) | 19912.13 |
| E          | 10.30086 (4)  | 20.60172 (16) | 41.20344 (28) | 82.40689 (40) | 164.8138 (52) | 329.6276 (64) | 659.2551 (76) | 1318.510 (88) | 2637.020 (100) | 5274.041 (112) | 10548.08 (124) | 21096.16 |
| F          | 10.91338 (5)  | 21.82676 (17) | 43.65353 (29) | 87.30706 (41) | 174.6141 (53) | 349.2282 (65) | 698.4565 (77) | 1396.913 (89) | 2793.826 (101) | 5587.652 (113) | 11175.30 (125) | 22350.61 |
| F♯/G♭      | 11.56233 (6)  | 23.12465 (18) | 46.24930 (30) | 92.49861 (42) | 184.9972 (54) | 369.9944 (66) | 739.9888 (78) | 1479.978 (90) | 2959.955 (102) | 5919.911 (114) | 11839.82 (126) | 23679.64 |
| G          | 12.24986 (7)  | 24.49971 (19) | 48.99943 (31) | 97.99886 (43) | 195.9977 (55) | 391.9954 (67) | 783.9909 (79) | 1567.982 (91) | 3135.963 (103) | 6271.927 (115) | 12543.85 (127) | 25087.71 |
| A♭/G♯      | 12.97827 (8)  | 25.95654 (20) | 51.91309 (32) | 103.8262 (44) | 207.6523 (56) | 415.3047 (68) | 830.6094 (80) | 1661.219 (92) | 3322.438 (104) | 6644.875 (116) | 13289.75       | 26579.50 |
| A          | 13.75000 (9)  | 27.50000 (21) | 55.00000 (33) | 110.0000 (45) | 220.0000 (57) | 440.0000 (69) | 880.0000 (81) | 1760.000 (93) | 3520.000 (105) | 7040.000 (117) | 14080.00       | 28160.00 |
| B♭/A♯      | 14.56762 (10) | 29.13524 (22) | 58.27047 (34) | 116.5409 (46) | 233.0819 (58) | 466.1638 (70) | 932.3275 (82) | 1864.655 (94) | 3729.310 (106) | 7458.620 (118) | 14917.24       | 29834.48 |
| B          | 15.43385 (11) | 30.86771 (23) | 61.73541 (35) | 123.4708 (47) | 246.9417 (59) | 493.8833 (71) | 987.7666 (83) | 1975.533 (95) | 3951.066 (107) | 7902.133 (119) | 15804.27       | 31608.53 |

Matematicamente, dado o número n de semitons acima do dó central, a frequência fundamental em hertz é dada por {\displaystyle 440\cdot 2^{(n-9)/12}} (ver raiz décima segunda de dois ). Dado o número MIDI NoteOn número m, a frequência da nota é normalmente {\displaystyle 440\cdot 2^{(m-69)/12}} Hz, usando a afinação padrão.

## Altura científica versusnotaçãocientífica de altura
A altura científica (q.v.) é um padrão de altura absoluta, proposto pela primeira vez em 1713 pelo físico francês Joseph Sauveur . Foi definido de forma que todos os dós são potências inteiras de 2, com o dó central (C4) em 256 hertz . Como já foi observado, ele não depende, nem faz parte da notação científica de altura descrita aqui. Para evitar confusão nos nomes, a altura científica, às vezes, também é chamada de "afinação de Verdi" ou "afinação filosófica".
O atual padrão internacional de altura, usando A4 exatamente como 440 Hz, foi informalmente adotado pela indústria da música já em 1926, e o A440 se tornou o padrão internacional oficial de altura em 1955. O SPN é rotineiramente usado para designar a altura nesse sistema. Um A4 pode ser afinado em outras frequências, sob diferentes padrões de afinação, e as designações de oitava do SPN ainda se aplicam (ISO 16).
Com as mudanças na afinação de concerto e a adoção generalizada do A440 como um padrão musical, novas tabelas de frequência científica foram publicadas pela Acoustical Society of America em 1939 e adotadas pela International Organization for Standardization em 1955. O C0, que foi exatamente 16 Hz sob o padrão de altura científico, agora é 16.352 Hz sob o sistema padrão internacional atual.